# Ali Baba
Ali Baba (arab. علي بابا) – bohater jednej z najsłynniejszych baśni ze zbioru Tysiąca i jednej nocy „Ali Baba i 40 rozbójników”. 

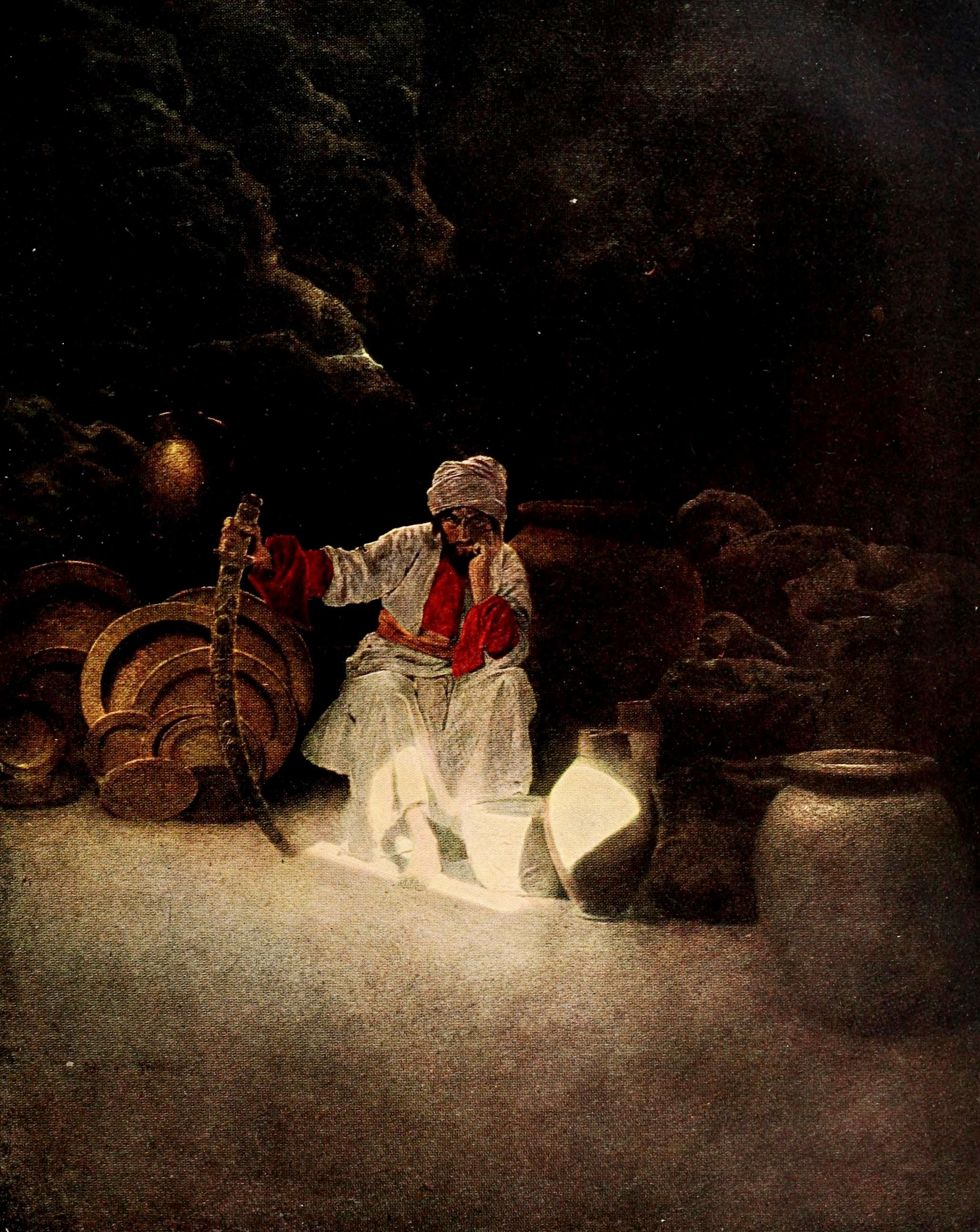
Ali Baba – obraz Maxfielda Parrisha (1909)

Jest on prostym rzemieślnikiem perskim (arabskim według innych źródeł), który przez przypadek posiadł magiczną formułę „Sezamie, otwórz się!”, po wymówieniu której dostępna stawała się grota, w której tytułowi rozbójnicy przechowywali swe łupy. 

## Ali Baba i czterdziestu rozbójników - wedługKsięgi tysiąca i jednej nocy
Ali Baba wraz z ojcem i bratem Kasimem mieszkał w jednym  z miast perskiej prowincji Chorasan. Po śmierci ojca bracia podzielili się majątkiem i rozpoczęli życie osobno. Kasim ożenił się z bogatą kobietą i zajął się handlem. Szybko zdobył znaczny majątek. Tymczasem Ali Baba, który poślubił kobietę ubogą, szybko znalazł się w nędzy. By się utrzymać, podjął pracę drwala.
Pewnego dnia, kiedy przebywał w górach pozyskując drewno na sprzedaż, ujrzał gromadę zbrojnych pędzących na koniach. Przerażony schronił się na drzewo, rozpoznał bowiem, że byli to rozbójnicy. Szybko policzył, że było ich czterdziestu, nie licząc herszta. Zbójnicy na szczęście go nie dostrzegli. Ich herszt podszedł do skalnej ściany i zawołał: „Sezamie, otwórz się!”. Wtedy ukryta w skale furtka otwarła się przed nim. Wszyscy zbójcy weszli do środka wnosząc torby, w których mieli zrabowane kosztowności. Po pewnym czasie wyszli z pustymi już torbami i odjechali.
Zaintrygowany Ali Baba postanowił sam spróbować działania magicznej furtki. Podszedł do niej i zawołał tak jak wcześniej herszt. Wrota otworzyły się przed nim i Ali Baba wszedł do środka. Okazało się, że znajdowały się tam nieprzebrane skarby, które wiele pokoleń zbójców gromadziło w tej jaskini. Ali Baba postanowił zabrać część skarbów, które, jak mniemał, pochodziły z kradzieży, więc nie były i tak własnością zbójników, a ich właściciele zostali zamordowani. Liczył na to, że przy takich skarbach zbóje i tak nie zauważą braku czegokolwiek. Tego dnia wrócił do domu obładowany złotem i kosztownościami.
Choć zarówno Ali Baba, jak i jego żona starali się trzymać sprawę w tajemnicy, to poprawa jego sytuacji majątkowej nie uszła uwagi Kasima i jego żony. Naciskany przez Kasima, Ali Baba ujawnił skąd ma te bogactwa. Wówczas Kasim sam udał się we wskazane przez Ali Babę miejsce, by też zaczerpnąć ze skarbów Sezamu. Wypowiedział zaklęcie „Sezamie, otwórz się!” i wszedł do środka. Kiedy jednak, obładowawszy się kosztownościami, chciał wyjść, okazało się, że zapomniał hasła otwierającego drzwi. Siedział więc uwięziony do czasu przybycia zbójców, którzy, przybywszy i zobaczywszy intruza, bezzwłocznie go zabili. Jego porąbane na cztery części ciało zostawili w Sezamie, ku przestrodze dla innych włamywaczy.
Tymczasem Ali Baba, dowiedziawszy się o zaginięciu brata, pełen złych przeczuć, udał się do kryjówki zbójców. Ujrzał tam poćwiartowane zwłoki brata. Zabrał wszystkie kawałki, by urządzić bratu pogrzeb. Opowiedział żonie Kasima o tym co się stało. Wkrótce potem pojął ją jako drugą żonę. W ten sposób odziedziczył majątek brata – w tym słynną z urody i mądrości etiopską niewolnicę Mardżanę.
Ona to znalazła krawca imieniem Baba Mustafa, który zszył ciało Kasima przed pogrzebem, tak by przed sąsiadami zachować pozory, że Kasim zmarł śmiercią naturalną. Chcieli, by pogłoski o jego śmierci nie rozeszły się po mieście i nie dotarły do zbójników, którzy mogli dopaść także Ali Babę. Tymczasem zbójcy, zobaczywszy, że ciało Kasima zniknęło, zrozumieli, że jest jeszcze przynajmniej jedna osoba znająca hasło do ich skarbca. Postanowili odszukać ją i zabić. Wyznaczyli jednego zbójcę, który w przebraniu kupca miał się udać do miasta i przeprowadzić śledztwo. Zbójca przypadkiem odnalazł krawca, który przechwalał się swoimi zdolnościami, podając jako przykład, że zszył kiedyś ludzkie zwłoki. Baba Mustafa za pieniądze zgodził się zaprowadzić zbójcę do domu, w którym dokonał tej operacji.
Zbójca domyślił się, że zszyty zmarły to Kasim, a właściciele domu to jego wspólnicy, którzy ich okradli. Zbójca zaznaczył kredą drzwi w domu Ali Baby i powrócił do bandy. Kiedy jednak bandyci weszli do miasta, okazało się, że nie mogą znaleźć domu. Niewolnica Mardżana, zobaczywszy znak kredą na drzwiach i tknięta złym przeczuciem, porobiła takie same znaki na wszystkich domach na ulicy, tak że zbójca zwiadowca nie był w stanie rozpoznać tego domu, który niczym się nie różnił od innych na tej ulicy. Zbójcy opuścili więc miasto, a poza miastem zabili nieudolnego zwiadowcę. Potem wysłali drugiego, który także powtórzył błąd poprzednika - został przez bandę zabity.
Wreszcie do krawca udał się sam herszt, który nie zrobił żadnych znaków na drzwiach, tylko policzył drzwi od rogu ulicy do tego domu, który wskazał krawiec. W ten sposób bandyci dowiedzieli się, gdzie mieszka Ali Baba. Postanowili zamordować go, a wraz z nim wszystkich domowników. Postanowili dokonać tego podstępem. Kupili dwadzieścia mułów i bukłaki na oliwę. Herszt przebrał się za handlarza oliwą, a zbójnicy ukryli się w bukłakach, które były założone na muły. Jedynie na ostatnim mule, w dwóch bukłakach, była naprawdę oliwa, gdyż zbójców było już tylko trzydziestu ośmiu.
Herszt, prowadząc muły, udał się do domu Ali Baby i poprosił o gościnę, cały czas udając handlarza. Ali Baba zgodził się go przenocować. Słudzy znieśli bukłaki i ustawili na dziedzińcu domu. Zgodnie z planem herszt miał dać znak - rzucając kamień przez okno na dziedziniec - co oznaczało, że zbójcy mają opuścić bukłaki i rozpocząć rzeź. Jednak niewolnica Mardżana przypadkowo usłyszała głos dochodzący z jednego bukłaków. Szybko domyśliła się, że rzekomy handlarz jest bandytą, który wraz ze wspólnikami ukrytymi w bukłakach chcą napaść na ich dom. Nie mówiąc nic nikomu, wróciła do kuchni i zagotowała oliwę. Potem wlała ją wrzącą do każdego z bukłaków, tak że zbójcy dosłownie ugotowali się w niej. Tymczasem herszt, zgodnie z planem, rzucił kamień ze swojej sypialni. Był zdumiony, gdy okazało się, że jego banda nie reaguje na hasło. Zszedł na dół i ujrzał, jaki los spotkał jego kamratów. Przerażony uciekł w popłochu z domu Ali Baby. Na drugi dzień Mardżana opowiedziała zdumionemu Ali Babie i jego żonom zdarzenia ubiegłej nocy. Pokazała też ugotowane w oliwie ciała zbójców. Ali Baba był pełen podziwu dla odwagi i pomysłowości Mardżany.
Tymczasem herszt zbójców, który ochłonął już z przerażenia, postanowił pomścić śmierć kompanów. Przybył ponownie do miasta, udając kupca tkanin. Wynajął dom i kram w mieście i zaczął handlować tkaninami. Ponieważ jego towar pochodził z rabunku, mógł go sprzedawać tanio. Szybko stało się o nim głośno. Herszt zbójców umiał udawać życzliwego i przyjacielskiego. Szybko zdobył przyjaźń syna Ali Baby – Machmeta, który nie zdawał sobie sprawy, że jego nowy przyjaciel jest zbójcą, pragnącym zguby jego rodziny. Pewnego dnia Machmet zaprosił „przyjaciela” na kolację do swojego rodzinnego domu. Ali Baba i rodzina przyjęli zbójnika gościnnie, gdyż nie rozpoznali w nim byłego handlarza oliwy, bowiem herszt zmienił wygląd. Zbójca liczył na to, że kiedy gospodarze się upiją, będzie mógł ich zamordować. Jednak herszta zbójców rozpoznała znowu Mardżana, posługująca przy stole. Szybko opuściła salę i wróciła tam po chwili ubrana w strój tancerki. Jej przybycie jako tancerki wywołało owację. Mardżana zaczęła tańczyć. W tańcu zbliżyła się do zbójcy i wtedy nieoczekiwanie wyjęła kindżał i przebiła mu serce.
Wyjaśniła potem Ali Babie i synowi, że ów rzekomy kupiec to były handlarz oliwy, który już raz ich odwiedził, a w rzeczywistości zbójca czyhający na ich życie. Ali Baba był wdzięczny niewolnicy za uratowanie życia i obdarzył ją wolnością. Oprócz tego zaproponował jej małżeństwo z Machmetem, który, jak się okazało, już dawno się w niej kochał. Wkrótce oboje pobrali się. Kiedy Ali Baba i jego rodzina upewnili się, że wszyscy zbójcy nie żyją, mogli bez przeszkód korzystać ze skarbów Sezamu.

## Adaptacje filmowe
- Ali Baba i czterdziestu rozbójników – amerykański film z 1944 roku
- Ali Baba i czterdziestu rozbójników – francuski film z 1954 roku
- Przygody Ali Baby i czterdziestu rozbójników – radziecko-indyjski film z 1979 roku
- Ali Baba – australijski film animowany z 1991 roku
- Baśnie z tysiąca i jednej nocy (Ali Baba i czterdziestu rozbójników - odcinek 3) – francuski serial animowany z 1993 roku
- Skarbczyk najpiękniejszych bajek (Ali Baba i 40 rozbójników - odcinek 15) – japoński serial animowany z 1995 roku
- Ali Baba i czterdziestu rozbójników – film z 2007 roku